# 熊谷鉄太郎
熊谷 鉄太郎（くまがい てつたろう、1883年5月28日 - 1979年7月11日）は、視覚障害を持つ近代日本の宗教家、教育者、作家である。横浜訓盲学校（現・横浜訓盲学院）で日本初の視覚障害当事者教員になった後、メソジスト派の牧師となった。

## 生涯
熊谷鉄太郎は、1883年（明治16年）5月28日、北海道瀬棚郡美谷村で生まれた。祖父金次郎はにしん漁の網元の支配人をしていた。しかし、父酉蔵はバクチや酒に身を持ち崩し、母は家を出た。父の非行はやまず祖父の資産を取り崩し、祖父は支配人を辞して、一家は祖父の郷里青森へ移った。1886年には全国で天然痘が大流行し、鉄太郎は重症になり、一命を取り留めたが失明した。
1895年から3年間、青森で高井軒益という鍼医に入門した。高井は、近代医学をもとにした新しい鍼按を学ばせようと、門弟を医師にも学ばせていた。この頃、熊谷は点字を知り、読書できる喜びと書くことのできる喜びを知る。1899年に札幌に盲学校ができたという新聞記事を知り、決意して札幌に出た。校長の大沢にも会ったが、盲学校はまだ建築の募金集めにとりかかったところだった。失意の熊谷に、大沢は教会に行くことを勧めた。1900年3月に教会に行った熊谷は、初めて行った自分を「兄弟」として受け入れてくれた教会の温かさにふれて、同年8月に札幌教会で洗礼を受けるに至る。
教会員有志の援助によって、1902年に東京盲唖学校（現筑波大学附属視覚特別支援学校）尋常科に入学、1906年には東京盲唖学校鍼按科を卒業し、横浜訓盲学校の教師になった。
熊谷の志望はさらに高等教育に向かい、1913年（大正2年）に関西学院神学部に入学し、1916年3月に卒業した。熊谷の関西学院入学は、日本で最初の盲人の大学入学であった。在学中、熊谷は好本督の援助を受けた。卒業後、熊谷は大阪市市岡伝道所の牧師になった。1918年、級友の妹だった福永みねと結婚する。その後、柳井・宇部・広島西部・御影の各教会で牧師を務めた。1931年には中村京太郎らと、国際盲人奉仕者会議代表団として長年の夢であったアメリカの地を踏み、シアトル・ヴァンクーバー・ヴィクトリアで講演。同年9月から1932年2月までドルー大学に留学しキリスト教神学を研究。パーキンス盲学校を視察後、カリフォルニア・ハワイのメソディスト伝道に助力し1932年に帰国。1943年（昭和18年）、外務省の委嘱によりバンコク盲学校の管理者になるが、戦争激化により翌年帰国した。その後、国東・佐賀関の牧師を務め、1952年に牧師を隠退した。1959年に青梅市の隠退牧師老人ホーム信愛荘に、妻とともに入居した。1971年にその妻が亡くなる。1979年7月11日 逝去、96歳だった。
- 『道ひとすじ―昭和を生きた盲人たち―』で、昭和時代に活躍した著名な盲人100人の一人に挙げられている。

## 年譜
- 1883年（明治16年）5月28日 北海道美谷村で生まれる
- 1886年 天然痘のために失明する
- 1895年 この年から3年間、青森で鍼按を学ぶ
- 1900年8月 札幌教会で洗礼を受ける
- 1902年 東京盲唖学校尋常科に入学
- 1906年 東京盲唖学校鍼按科を卒業し、横浜訓盲学校の教師になる
- 1913年（大正2年） 関西学院大学神学部に入学する
- 1916年 関西学院大学神学部を卒業し、大阪市市岡伝道所の牧師になる。その後、柳井・宇部・広島西部・御影・国東・佐賀関の各教会で牧師を務める
- 1918年 福永みねと結婚し、その後、2男2女をもうける
- 1931年自伝『闇を破って』を刊行。　ニューヨークで開催された国際盲人奉仕者会議の日本代表メンバーとなる。メソディスト系の神学校であるドルー大学に留学[1]
- 1934年　『福音と思想』での連載を書籍化し、基督教出版社から『宗教の本質』を出版
- 1940年　アジア太平洋戦争による日本政府のキリスト教弾圧・外国人宣教師の撤退に伴い、反戦思想を堅持し牧師を一度引退
- 1943年（昭和18年） 外務省の委嘱によりバンコク盲学校の管理者になるが、戦争激化により翌年帰国する
- 1945年　大分県国東半島で無休でキリスト教伝道を再度開始。牧師に復帰
- 1959年 青梅市の隠退牧師老人ホーム信愛荘に入居
- 1979年7月11日 逝去、享年96

## 著書
- 熊谷鉄太郎『薄明の記憶――盲人牧師の半生』（人間の記録双書）平凡社、1960年